# Sara Waisglass
Sara Waisglass (Toronto, 3 de julho de 1998) é uma atriz canadense conhecida fazer papéis como Jordy Cooper no sitcom infantil Overruled! de 2010 a 2011, Frankie Hollingsworth em Degrassi: The Next Generation and Degrassi: Next Class de 2013 a 2017, Robyn no filme de 2017, Mary Goes Round e Maxine Baker na série de comédia original Netflix, Ginny & Georgia em 2021.

## Biografia
Waisglass entrou na indústria do entretenimento como atriz infantil, fazendo sua estreia na televisão interpretando Jane, de 8 anos, no The Jane Show em 2007. A seguir, Waisglass fez sua estreia no cinema no thriller psicológico dirigido por Gilles Bourdos, Afterwards, ao lado de John Malkovich e Evangeline Lilly em 2008. Em 2015, Waisglass apareceu no filme biográfico de drama dirigido por Anton Corbijn, Life, entre um elenco que incluía Robert Pattinson e Sir Ben Kingsley. Waisglass também se aventurou a modelar aos 15 anos para a marca Youth Apparel. Em 2017, Waisglass interpretou a meia-irmã de Mary, Robyn, no filme dirigido por Molly McGlynn, Mary Goes Round, que foi apresentado no Festival Toronto International Film Festival de 2017. Em 2021, Waisglass estrelou como Maxine, melhor amiga de Ginny e parte do grupo MANG (Max, Abby, Norah e Ginny) na série de comédia da Netflix, Ginny & Georgia.

## Filmografia

### Filmes
| Ano  | Título             | Papel                | Nota           |
| ---- | ------------------ | -------------------- | -------------- |
| 2008 | Afterwards         | Tracey               |                |
| 2008 | Watering Mr. Cocoa | Amber                |                |
| 2015 | Life               | High School Hop Girl |                |
| 2017 | Mary Goes Round    | Robyn                |                |
| 2018 | Sled Serious       | Jess                 | Curta-metragem |
| 2020 | Tainted            | Anna                 |                |

### Televisão
| Ano       | Título                        | Papel                 | Nota                                                |
| --------- | ----------------------------- | --------------------- | --------------------------------------------------- |
| 2007      | The Jane Show                 | Jane (8 anos)         | Episódio: "It's All Relative"                       |
| 2009–2010 | Overruled!                    | Jordy Cooper          | Principal                                           |
| 2013–2014 | Degrassi: The Next Generation | Frankie Hollingsworth | Principal                                           |
| 2014      | Degrassi: Minis               | Frankie Hollingsworth | Episódio: "Dress You Up Part Three"                 |
| 2016      | Holiday Joy                   | Chanel                | Telefilme                                           |
| 2017      | The Good Doctor               | Olivia Hartman        | Episódio: "Pipes"                                   |
| 2017      | Killjoys                      | Quin                  | Episódios: "Reckoning Ball", "The Hullen Have Eyes" |
| 2015      | Degrassi: Don't Look Back     | Frankie Hollingsworth | Telefilme                                           |
| 2016–2017 | Degrassi: Next Class          | Frankie Hollingsworth | Principal (1ª-4ª Temporada)                         |
| 2018      | Suits                         | Esther (adolescente)  | Episódios: "Coral Gables", "Bad Man"                |
| 2018–2019 | Holly Hobbie                  | Lyla                  | Recorrente (10 episódios)                           |
| 2020      | October Faction               | Madison St. Claire    | Recorrente (8 episódios)                            |
| 2021      | Ginny & Georgia               | Maxine "Max" Baker    | Principal                                           |

## Prêmios e indicações
Em 2015, Waisglass foi indicada para Melhor Jovem Atriz Recorrente 16-21 no Young Entertainer Awards 2015 por sua atuação em Degrassi: The Next Generation.

## Ligações Externas
- Sara Waisglass. no IMDb.
- Sara Waisglass no X